# چوپرنووو
چوپرنووو (به لهستانی:  Czuprynowo) یک روستا در لهستان است که در گمینا کوژنگتسا واقع شده‌است.